# 原町苦竹
原町苦竹（はらのまちにがたけ）は、宮城県仙台市宮城野区の大字であり、旧宮城郡苦竹村、旧宮城郡原町苦竹、旧仙台市原町苦竹の各一部に相当する。住民基本台帳に基づく人口は0人、世帯数は0世帯（2025年4月1日現在）。住居表示未実施で住所では原町苦竹のあとに小字名が続く。鎌倉時代には宮城本郷とも称された。

## 地理
原町苦竹は仙台市の東部、宮城野区の南西部、原町地域の東部に位置する。かつて原町苦竹は旧苦竹村全域を含んでいたが、2025年現在では住居表示実施や換地処分により、住居表示や換地処分が未実施の残余のみ残る。

### 小字
仙台法務局の「仙台市宮城野区登記所備付地図データ」（2025年5月23日時点）、デジタル庁公表のアドレス・ベース・レジストリの「宮城県町字マスターデータセット」（2025年5月22日時点）および東北運輸局公表の「東北運輸局宮城運輸支局住所コード表」（2024年11月1日時点）によれば、原町苦竹の小字は以下の通りである。
| 町字ID  | 大字     | 小字         | 出典 | 出典   | 出典   |
| 町字ID  | 大字     | 小字         | 登記 | 町マス | 運輸局 |
| ------- | -------- | ------------ | ---- | ------ | ------ |
| 0076101 | 原町苦竹 | 字案内前下   | ×    | ○      | ○      |
| 0076109 | 原町苦竹 | 字原東       | ×    | ○      | ○      |
| 0076118 | 原町苦竹 | 字新田西     | ×    | ○      | ○      |
| 0076123 | 原町苦竹 | 字新田北     | ○    | ○      | ○      |
| 0076125 | 原町苦竹 | 字赤目       | ×    | ○      | ○      |
| 0076126 | 原町苦竹 | 字川南       | ○    | ○      | ○      |
| 0076127 | 原町苦竹 | 字川北       | ○    | ○      | ○      |
| 0076140 | 原町苦竹 | 字北谷地下   | ○    | ○      | ○      |
| 0076145 | 原町苦竹 | 字松山       | ×    | ○      | ○      |
| 0076146 | 原町苦竹 | 字白目       | ×    | ○      | ○      |
| 0076147 | 原町苦竹 | 字矢作       | ×    | ○      | ○      |
| -       | 原町苦竹 | 字案内前上   | ×    | ×      | ○      |
| -       | 原町苦竹 | 字上境       | ×    | ×      | ○      |
| -       | 原町苦竹 | 字梅田       | ×    | ×      | ○      |
| -       | 原町苦竹 | 字川添       | ×    | ×      | ○      |
| -       | 原町苦竹 | 字北谷地上   | ×    | ×      | ○      |
| -       | 原町苦竹 | 字新田       | ×    | ×      | ○      |
| -       | 原町苦竹 | 字新田東     | ×    | ×      | ○      |
| -       | 原町苦竹 | 字新田南上   | ×    | ×      | ○      |
| -       | 原町苦竹 | 字新田南中   | ×    | ×      | ○      |
| -       | 原町苦竹 | 字館前       | ×    | ×      | ○      |
| -       | 原町苦竹 | 字中原       | ×    | ×      | ○      |
| -       | 原町苦竹 | 字古宿北     | ○    | ×      | ○      |
| -       | 原町苦竹 | 字町東       | ○    | ×      | ×      |
| -       | 原町苦竹 | 字松山下北   | ○    | ×      | ○      |
| -       | 原町苦竹 | 字南古宿     | ×    | ×      | ○      |
| -       | 原町苦竹 | 字屋敷前     | ○    | ×      | ○      |
| -       | 原町苦竹 | 字谷地道北上 | ×    | ×      | ○      |

#### 明治期の小字
宮城県各村字調書によると明治17、18年頃の苦竹村の小字は以下の通りである。
- 北裏
- 町
- 南裏
- 堀上
- 原
- 原東
- 鹿島下
- 悪水下
- 堀下西
- 堀下東
- 町東
- 本郷原
- 海道南
- 坂下
- 上川添
- 下川添
- 中川添
- 狐塚
- 海道下
- 樋下中
- 樋下上
- 樋下北
- 中原
- 南古宿
- 古宿北
- 新田西
- 松山下北
- 松山下南
- 松山
- 案内前上
- 案内前下
- 屋敷前
- 新田北
- 上境
- 下境
- 谷地道北下
- 谷地道北上
- 新田
- 新田南上
- 新田南下
- 七曲
- 川南
- 川北
- 北谷地下
- 新田東
- 北谷地上
- 新田南中
- 赤目
- 成田
- 切替
- 三ノ橋下
- 三ノ橋上
- 苦竹東下
- 苦竹東上
- 苦竹
- 苦竹北下
- 苦竹北上
- 金屋敷
- 大曲東
- 大曲西
- 大曲
- 渋田見
- 矢作
- 白目
- 熊ノ木
- 土手下西
- 土手下東
- 中谷地
- 石寄
- 谷地
- 下二十丁谷地

## 歴史
苦竹は和名類聚抄にある宮城郡宮城郷に往古、属していたとされる。奥州余目記録によれば、伊沢小四郎家業についてのくだりで
とあり、苦竹の地を宮城本郷と称した記録が発見されている。これによれば、鎌倉幕府3代将軍源実朝の時代、鎌倉に敵対する弥次郎左衛門という武者がおり、それを討ち取った伊沢家業が恩賞として「にかたけの郷」を与えられ、これを宮城本郷とし、宮城氏を名乗ったという。このことから、苦竹が古代宮城郷の中心地であったとされている。
江戸期、苦竹村と隣接する南目村にまたがって原町、もしくは原町宿と称される町場が存在していた。そのため、苦竹村では多くの家が町場に集中しており、安永期には村方の9倍以上の家数が町場に存在していた。
大正期に入り、仙台市と原町の合併が話題となった。都市計画法の指定を受けた仙台市が都市計画区域として原町・長町の各全部と七郷村の一部を含めた地域を都市計画区域として申請し、1925年（大正14年）にそれが認可されると、合併交渉が本格化した。原町は仙台市との合併に際して、歴史的地名である「原町」の地名を残すことを要望し、仙台市会は原町合併の際に編入する大字に「原町」の名を付すことを決定した。これにより、苦竹は原町苦竹となった。
昭和期になると、戦時色が強くなり、政府の食糧政策に関連する施設や軍の施設が原町苦竹に建てられた。日本政府の食糧統制の一環で全国に政府倉庫の建設が進められていた。宮城県や仙台市は政府倉庫の誘致運動を展開し、1936年（昭和11年）に倉庫12棟と専用の鉄道引き込み線を設けた仙台政府倉庫が原町苦竹字新田に設けられ、米の安定供給と凶作に備えた備蓄倉庫として大きな役割を担った。1940年（昭和15年）5月には、日中戦争のための兵器増産の必要性から原町苦竹の地に造兵廠を設置することが決定し、翌1941年（昭和16年）、原町苦竹に東京第一造兵廠仙台製造所が設置された。
戦後、東京第一造兵廠仙台製造所は米軍に接収され、キャンプ・シンメルフェニヒ（英語: Camp Schimmelpfennig、通称：苦竹キャンプ）が設置され、当初は米軍第一空挺師団が駐留していた。しかし、朝鮮戦争が勃発すると在日米軍の兵力の空白を埋めるために警察予備隊の一部隊が苦竹キャンプに置かれた。翌1951年（昭和26年）、苦竹キャンプの警察予備隊は新設された駐屯地に移動し、かわって米軍の第一騎兵師団が苦竹キャンプに入った。そして、苦竹キャンプは1957年（昭和32年）に日本に返還され、跡地には陸上自衛隊仙台駐屯地や工場が設置されたほか、1967年（昭和42年）4月14日から60日間、東北大博覧会が苦竹キャンプ跡地で開催された。

### 沿革
※新暦導入以前（明治5年以前）の日付は和暦による旧暦で表記する。丸括弧内は西暦で、1581年以前はユリウス暦、1582年以降はグレゴリオ暦。
- 明治5年（1872年） - 大区・小区制施行により、苦竹村は第二大区小五区に属する[20]。
- 1876年（明治9年） - 苦竹村が第二大区小九区に属する[21]。
- 1889年（明治22年） - 苦竹村・小田原村・南目村の各全部と仙台区北六番丁の一部が合併し、町村制施行[22]。原町が成立し、苦竹村は原町苦竹となる[21]。
- 1928年（昭和3年）4月 - 原町が仙台市に吸収合併され、原町苦竹は仙台市原町苦竹となる[22][12]。また、苦竹第一区・苦竹第二区が設置される[14]。
- 1936年（昭和11年） - 原町苦竹字新田に仙台政府倉庫設置[15]。
- 1940年（昭和15年）
  - 苦竹にて仙台都市計画原町工業都市建設区画整理事業実施[23]。
  - 11月 - 仙台市が区を廃止[14]。これにより、原町苦竹にあった苦竹第一区・苦竹第二区が廃止された[14]。
- 1945年（昭和20年） - 米軍が陸軍造兵廠跡地に入る[18]。
- 1957年（昭和32年） - 苦竹キャンプが日本に返還される[18]。
- 1967年（昭和42年） - 苦竹キャンプ跡地で東北大博覧会開催[19]。
- 1978年（昭和53年）6月 - 宮城県沖地震発生[19]。域内のビル5棟が全壊[19]。
- 1989年（平成元年） - 仙台市が政令指定都市に指定され、仙台市原町苦竹は宮城野区に属す[24]。
- 2008年（平成20年） - 旧仙台政府倉庫が解体される[15]。

### 町名の変遷
住居表示による町名の変遷は以下の通りである。
| 実施後         | 実施前（特記なければ各町・字ともその一部） | 実施前（特記なければ各町・字ともその一部） | 実施年月日                |
| 町丁           | 大字                                       | 小字                                       | 実施年月日                |
| -------------- | ------------------------------------------ | ------------------------------------------ | ------------------------- |
| 五輪二丁目     | 原町苦竹                                   | 字悪水下                                   | 1965年（昭和40年）11月1日 |
| 五輪二丁目     | 原町苦竹                                   | 字堀上                                     | 1965年（昭和40年）11月1日 |
| 五輪二丁目     | 原町苦竹                                   | 字南裏                                     | 1965年（昭和40年）11月1日 |
| 五輪二丁目     | 原町苦竹                                   | 字町東                                     | 1965年（昭和40年）11月1日 |
| 銀杏町         | 原町苦竹                                   | 字町東                                     | 1965年（昭和40年）11月1日 |
| 清水沼三丁目   | 原町苦竹                                   | 字北裏                                     | 1971年（昭和46年）5月1日  |
| 原町二丁目     | 原町苦竹                                   | 字北裏                                     | 1971年（昭和46年）5月1日  |
| 原町二丁目     | 原町苦竹                                   | 字町                                       | 1971年（昭和46年）5月1日  |
| 原町二丁目     | 原町苦竹                                   | 字町東                                     | 1971年（昭和46年）5月1日  |
| 原町三丁目     | 原町苦竹                                   | 字北裏                                     | 1971年（昭和46年）5月1日  |
| 原町三丁目     | 原町苦竹                                   | 字町                                       | 1971年（昭和46年）5月1日  |
| 原町三丁目     | 原町苦竹                                   | 字坂下                                     | 1971年（昭和46年）5月1日  |
| 原町四丁目     | 原町苦竹                                   | 字北裏                                     | 1971年（昭和46年）5月1日  |
| 原町五丁目     | 原町苦竹                                   | 字海道下                                   | 1971年（昭和46年）5月1日  |
| 原町五丁目     | 原町苦竹                                   | 字上川添                                   | 1971年（昭和46年）5月1日  |
| 原町六丁目     | 原町苦竹                                   | 字海道下                                   | 1971年（昭和46年）5月1日  |
| 原町六丁目     | 原町苦竹                                   | 字上川添                                   | 1971年（昭和46年）5月1日  |
| 原町六丁目     | 原町苦竹                                   | 字中川添                                   | 1971年（昭和46年）5月1日  |
| 日の出町一丁目 | 原町苦竹                                   | 字川南                                     | 1972年（昭和47年）8月1日  |
| 日の出町一丁目 | 原町苦竹                                   | 字七曲                                     | 1972年（昭和47年）8月1日  |
| 日の出町一丁目 | 原町苦竹                                   | 字成田                                     | 1972年（昭和47年）8月1日  |
| 日の出町二丁目 | 原町苦竹                                   | 字三ノ橋下                                 | 1972年（昭和47年）8月1日  |
| 日の出町二丁目 | 原町苦竹                                   | 字三ノ橋上                                 | 1972年（昭和47年）8月1日  |
| 日の出町二丁目 | 原町苦竹                                   | 字中谷地                                   | 1972年（昭和47年）8月1日  |
| 日の出町二丁目 | 原町苦竹                                   | 字七曲                                     | 1972年（昭和47年）8月1日  |
| 日の出町二丁目 | 原町苦竹                                   | 字成田                                     | 1972年（昭和47年）8月1日  |
| 日の出町二丁目 | 原町苦竹                                   | 字石寄                                     | 1972年（昭和47年）8月1日  |
| 日の出町三丁目 | 原町苦竹                                   | 字石寄                                     | 1972年（昭和47年）8月1日  |
| 日の出町三丁目 | 原町苦竹                                   | 字谷地                                     | 1972年（昭和47年）8月1日  |
| 扇町一丁目     | 原町苦竹                                   | 字切替                                     | 1972年（昭和47年）8月1日  |
| 扇町一丁目     | 原町苦竹                                   | 字成田                                     | 1972年（昭和47年）8月1日  |
| 扇町二丁目     | 原町苦竹                                   | 字下二十丁谷地                             | 1972年（昭和47年）8月1日  |
| 扇町五丁目     | 原町苦竹                                   | 字下二十丁谷地                             | 1972年（昭和47年）8月1日  |
| 扇町一丁目     | 原町苦竹                                   | 字切替                                     | 1976年（昭和51年）2月1日  |
| 扇町五丁目     | 原町苦竹                                   | 字下二十丁谷地                             | 1976年（昭和51年）2月1日  |
| 東仙台三丁目   | 原町苦竹                                   | 字海道下                                   | 1980年（昭和55年）10月6日 |
| 東仙台三丁目   | 原町苦竹                                   | 字樋下上                                   | 1980年（昭和55年）10月6日 |
| 東仙台三丁目   | 原町苦竹                                   | 字樋下中                                   | 1980年（昭和55年）10月6日 |
| 苦竹一丁目     | 原町苦竹                                   | 字大曲                                     | 1983年（昭和58年）7月4日  |
| 苦竹一丁目     | 原町苦竹                                   | 字大曲西                                   | 1983年（昭和58年）7月4日  |
| 苦竹一丁目     | 原町苦竹                                   | 字金屋敷                                   | 1983年（昭和58年）7月4日  |
| 苦竹一丁目     | 原町苦竹                                   | 字町東                                     | 1983年（昭和58年）7月4日  |
| 苦竹二丁目     | 原町苦竹                                   | 字金屋敷                                   | 1983年（昭和58年）7月4日  |
| 苦竹二丁目     | 原町苦竹                                   | 字七曲                                     | 1983年（昭和58年）7月4日  |
| 苦竹二丁目     | 原町苦竹                                   | 字苦竹                                     | 1983年（昭和58年）7月4日  |
| 苦竹二丁目     | 原町苦竹                                   | 字苦竹北上                                 | 1983年（昭和58年）7月4日  |
| 苦竹二丁目     | 原町苦竹                                   | 字苦竹北下                                 | 1983年（昭和58年）7月4日  |
| 苦竹三丁目     | 原町苦竹                                   | 字石寄                                     | 1983年（昭和58年）7月4日  |
| 苦竹三丁目     | 原町苦竹                                   | 字土手下東                                 | 1983年（昭和58年）7月4日  |
| 苦竹三丁目     | 原町苦竹                                   | 字七曲                                     | 1983年（昭和58年）7月4日  |
| 苦竹三丁目     | 原町苦竹                                   | 字苦竹                                     | 1983年（昭和58年）7月4日  |
| 苦竹三丁目     | 原町苦竹                                   | 字苦竹北下                                 | 1983年（昭和58年）7月4日  |
| 苦竹三丁目     | 原町苦竹                                   | 字苦竹東上                                 | 1983年（昭和58年）7月4日  |
| 苦竹三丁目     | 原町苦竹                                   | 字苦竹東下                                 | 1983年（昭和58年）7月4日  |
| 南目館         | 原町苦竹                                   | 字渋田見                                   | 1983年（昭和58年）7月4日  |
| 南目館         | 原町苦竹                                   | 字苦竹                                     | 1983年（昭和58年）7月4日  |
| 平成一丁目     | 原町苦竹                                   | 字海道下                                   | 1991年（平成3年）7月1日   |
| 平成一丁目     | 原町苦竹                                   | 字樋下上                                   | 1991年（平成3年）7月1日   |
| 平成一丁目     | 原町苦竹                                   | 字樋下中                                   | 1991年（平成3年）7月1日   |
| 平成一丁目     | 原町苦竹                                   | 字樋下北                                   | 1991年（平成3年）7月1日   |
| 平成一丁目     | 原町苦竹                                   | 字中川添                                   | 1991年（平成3年）7月1日   |
| 平成一丁目     | 原町苦竹                                   | 字下川添                                   | 1991年（平成3年）7月1日   |
| 平成一丁目     | 原町苦竹                                   | 字狐塚                                     | 1991年（平成3年）7月1日   |
| 平成一丁目     | 原町苦竹                                   | 字中原                                     | 1991年（平成3年）7月1日   |
| 平成二丁目     | 原町苦竹                                   | 字樋下上                                   | 1991年（平成3年）7月1日   |
| 平成二丁目     | 原町苦竹                                   | 字樋下中                                   | 1991年（平成3年）7月1日   |
| 平成二丁目     | 原町苦竹                                   | 字狐塚                                     | 1991年（平成3年）7月1日   |
| 平成二丁目     | 原町苦竹                                   | 字樋下北                                   | 1991年（平成3年）7月1日   |
| 平成二丁目     | 原町苦竹                                   | 字中原                                     | 1991年（平成3年）7月1日   |
| 新田三丁目     | 原町苦竹                                   | 字上境                                     | 1995年（平成7年）7月3日   |
| 新田四丁目     | 原町苦竹                                   | 字上境                                     | 1995年（平成7年）7月3日   |
| 新田四丁目     | 原町苦竹                                   | 字谷地道北上                               | 1995年（平成7年）7月3日   |
| 新田四丁目     | 原町苦竹                                   | 字新田                                     | 1995年（平成7年）7月3日   |
| 新田四丁目     | 原町苦竹                                   | 字新田東                                   | 1995年（平成7年）7月3日   |
| 新田四丁目     | 原町苦竹                                   | 字新田南中                                 | 1995年（平成7年）7月3日   |
| 新田四丁目     | 原町苦竹                                   | 字新田南上                                 | 1995年（平成7年）7月3日   |
| 新田五丁目     | 原町苦竹                                   | 字新田南上                                 | 1995年（平成7年）7月3日   |
| 新田五丁目     | 原町苦竹                                   | 字中原                                     | 1995年（平成7年）7月3日   |
| 新田五丁目     | 原町苦竹                                   | 字南古宿                                   | 1995年（平成7年）7月3日   |

## 地名の由来
地名の由来は諸説あるが、菊池は以下の2つを地名の由来として挙げている。
一つ目の説は当地にかつて真竹が生い茂っていたことに由来するという説である。真竹は淡竹と異なって食べると蘞いため、別名「苦竹（クチク）」と呼ばれていた。これがのちに「苦竹（ニガタケ）」と訓じるようになり、地名を苦竹となったとされる。
二つ目の説は当地が荷揚げ場であったことに由来するという説である。この説によれば、荷揚（にあげ）や荷方（にがた）、荷方家（にがたけ）から苦竹の地名が生じたとされる。

## 小・中学校の学区
小・中学校の学区は以下の通りである。
| 大字     | 字・番地   | 小学校       | 中学校       |
| -------- | ---------- | ------------ | ------------ |
| 原町苦竹 | 字赤目     | 宮城野小学校 | 宮城野中学校 |
| 原町苦竹 | 字白目     | 宮城野小学校 | 宮城野中学校 |
| 原町苦竹 | 字原東     | 宮城野小学校 | 宮城野中学校 |
| 原町苦竹 | 字矢作     | 宮城野小学校 | 宮城野中学校 |
| 原町苦竹 | 字川北     | 原町小学校   | 宮城野中学校 |
| 原町苦竹 | 字川南     | 原町小学校   | 宮城野中学校 |
| 原町苦竹 | 字案内前下 | 東仙台小学校 | 東仙台中学校 |
| 原町苦竹 | 字北谷地下 | 新田小学校   | 東仙台中学校 |
| 原町苦竹 | 字新田北   | 新田小学校   | 東仙台中学校 |
| 原町苦竹 | 字新田西   | 新田小学校   | 東仙台中学校 |
| 原町苦竹 | 字松山     | 新田小学校   | 東仙台中学校 |

## 人口
2025年（令和7年）4月1日現在の世帯数と人口は以下の通りである。
| 大字     | 世帯数〔世帯〕 | 人口〔人〕 |
| -------- | -------------- | ---------- |
| 原町苦竹 | 0              | 0          |